# Apristurus ampliceps
Apristurus ampliceps és una espècie de peix de la família dels esciliorrínids i de l'ordre dels carcariniformes.

## Morfologia
- Els mascles poden assolir 85,5 cm de longitud total.[4]

## Hàbitat
És un peix marí de clima temperat que viu entre 800-1.503 m de fondària.

## Distribució geogràfica
Es troba a Nova Zelanda i Austràlia.